# 金融哲学
金融哲学是一门将哲学的思想和方法引入金融领域，并站在哲学角度对金融学进行反思的学科。金融哲学的主要研究方向是哲学在金融领域的应用以及由哲学角度对金融进行反思。